# DC 팬돔

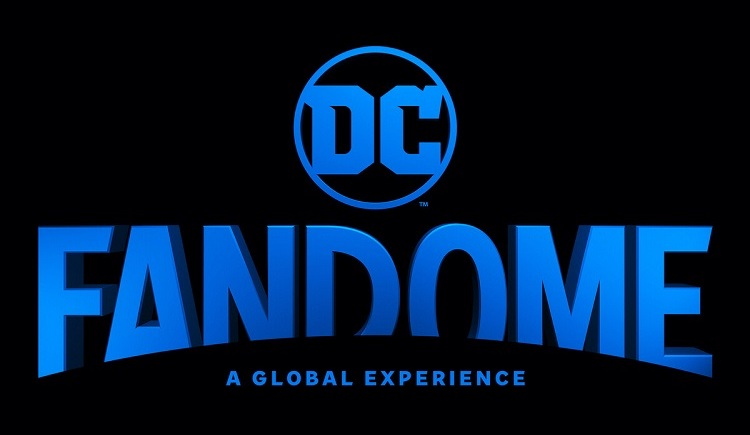

DC 팬돔(DC FanDome)은 DC 코믹스와 워너브라더스 엔터테인먼트가 만든 가상 이벤트 플랫폼이다. 처음에는 가상 엔터테인먼트 및 만화책 컨벤션으로 만들어진 이 이름은 DC 자산을 중심으로 하는 다른 온라인 이벤트에 사용된다. 이 이벤트에서는 DC 확장 유니버스 영화 프랜차이즈, 애로우버스 TV 프랜차이즈, 기타 영화 및 TV 쇼, 만화책, 비디오 게임을 포함한 DC 기반 콘텐츠에 대한 발표가 이루어진다.
첫 번째 컨벤션은 코로나19 범유행으로 인해 샌디에이고 코믹콘이 취소된 데 대한 워너 브라더스와 DC의 대응으로 2020년 6월에 열렸다. 워너브라더스는 또한 12월 원더 우먼 1984의 가상 초연을 위해 "DC 팬돔" 포털을 사용했으며, 2021년 10월에 두 번째 컨벤션이 열렸다. 팬돔은 오프라인 이벤트 및 컨벤션이 돌아온 이후 2022년에는 열리지 않았다.

## 같이 보기
- D23
- 투둠